# Placówka Straży Granicznej II linii „Szczepkowo Borowe”
Placówka Straży Granicznej II linii „Szczepkowo Borowe” – jednostka organizacyjna Straży Granicznej pełniąca służbę wywiadowczą na granicy polsko-niemieckiej w okresie międzywojennym.

## Formowanie i zmiany organizacyjne
Rozporządzeniem Prezydenta Rzeczypospolitej Polskiej Ignacego Mościckiego z 22 marca 1928 roku, do ochrony północnej, zachodniej i południowej granicy państwa, a w szczególności do ich ochrony celnej, powoływano z dniem 2 kwietnia 1928 roku  Straż Graniczną.
Rozkazem nr 1 z 12 marca 1928 roku w sprawach organizacji Mazowieckiego Inspektoratu Okręgowego Naczelny Inspektor Straży Celnej gen. bryg. Stefan Pasławski określił strukturę organizacyjną komisariatu SG „Szczepkowo Borowe”. Placówka Straży Granicznej II linii „Szczepkowo Borowe” znalazła się w jego strukturze. 
Z dniem 1 czerwca 1932 zniesiony został posterunek SG „Dzierzgowo”.
Z dniem 30 listopada 1933 został zniesiony posterunek SG „Wieczfnia”.
Z dniem 15 września 1934 został utworzony posterunek SG „Wieczfnia”.

## Kierownicy/dowódcy placówki
| stopień          | imię i nazwisko  | okres pełnienia służby | kolejne stanowisko |
| ---------------- | ---------------- | ---------------------- | ------------------ |
| starszy strażnik | Franciszek Górny | – IV 1939              | placówka „Gołębie” |